# Mesoleius efferus
Mesoleius efferus är en stekelart som beskrevs av Holmgren 1876. Mesoleius efferus ingår i släktet Mesoleius och familjen brokparasitsteklar. Inga underarter finns listade i Catalogue of Life.